# Z-1
Z-1 est un groupe de J-pop féminin créé en 1999, composé de quatre idoles japonaises dont la future vedette Aya Ueto, alors âgée de 13 ans.

## Histoire
Le groupe se sépare en 2001, après avoir sorti cinq singles. En 2003, surfant sur le succès d'Aya Ueto en tant qu'actrice et chanteuse en solo, sort un album compilant les dix titres de Z-1 parus en singles, ALL ABOUT Z-1.
Mami Nejiki débute aussi une carrière en solo en 2004, sortant trois singles sous son nom avant de prendre le pseudonyme YVE en 2007. Elle sort alors un mini-album, puis devient en 2008 la chanteuse du groupe de rock Junk4Elements, sortant en parallèle deux singles en solo.
Manami Nishiwaki devient en 2008 la chanteuse du groupe de rock TAROCK, sous le pseudonyme Manah, sortant avec lui un mini-album, et forme en parallèle le duo pop LOVELINE sous le pseudonyme Sally, sortant avec lui un single en 2009. Elle collabore dans ces deux groupes avec Kenichi Matsumoto, ancien bassiste et leader du groupe de rock Road Of Major.

## Membres
- Aya Ueto (上戸彩?, née le 14 septembre 1985)
- Mami Nejiki (根食真実?, née le 25 octobre 1985), future YVE
- Manami Nishiwaki (西脇愛美?, née le 26 mai 1983), future Manah et Sally (里梨衣?)
- Mai Fujiya (藤谷舞?, née le 20 octobre 1984)

## Discographie

### Singles
- 1999.07.16 : Vibe
- 1999.12.08 : You Your You
- 2000.05.10 : Bakka Minai (BakkAみたい)
- 2000.08.09 : Kimeteyaru Summer Love (きめてやるサマーラブ)
- 2000.11.08 : Be My Love

### Album
- 2003.03.29 : ALL ABOUT Z-1